# Cyanocorax cyanopogon
La chara nuquiblanca o urraca de cuello blanco (Cyanocorax cyanopogon) es una especie de ave paseriforme de familia Corvidae endémica del este de Brasil.

## Distribución y hábitat
Ocupa una amplia región del este de Brasil. Su hábitat natural son los bosques tropicales abiertos, zonas de  matorral, sabanas y los bosques de ribera abiertos. Es un ave típica de la región semiárida del noreste de Brasil, sin embargo, debido a la deforestación, se ha expandido en el sureste, ya está instalado en el estado de espirito Santo y ha sido avistado en el estado de Río de Janeiro .
La especie es omnívora, comiendo de todo, desde los insectos a la alimentación de las gallinas, si está disponible, y la fruta jugosa del Cereus jamacaru.
La chara nuquiblanca construye sus nidos en árboles altos, en forma de cuenco grande, tapizado con hojas secas. Coloca alrededor de 3 huevos, que eclosionan en 2 semanas y media. 
Al igual que los demás córvidos, es un ave inteligente, con estrategias de alimentación diversa. Es experto en el vuelo acrobático. Su canto es muy peculiar y ruidoso. Cuando encuentra algo extraño en el bosque se lo comunica a todos. Es considerado la voz de la sabana .